# Катангский район
Ка́тангский райо́н — административно-территориальное образование (район) и муниципальное образование (муниципальный район) в Иркутской области России.
Административный центр — село Ербогачён.

## История
С 1930 года существовал как Катан(г)ский национальный (Эвенкийский) район
(в составе Восточно-Сибирского края, позднее, с 26.09.1937 г. в составе Иркутской области, в связи с образованием Иркутской области).

## География
Находится на севере Иркутской области. Территория района занимает площадь 139 043 км² от 58° до 64° с. ш. с севера на юг и от 104° до 110° в. д. с запада на восток и лежит в пределах Среднесибирского плоскогорья. На севере и северо-западе граничит с Красноярским краем, на северо-востоке — с Якутией, на юге — с Усть-Илимским, Усть-Кутским и Киренским районами Иркутской области.
В рельеф района преобладает слабоволнистое плато. Речная сеть представлена бассейном Нижней Тунгуски (Катанга, с притоками Непой, Большой и Малой Ерёмами, Тетеей, Верхней, Средней, Нижней Кочёмами и др.), в районе которой встречаются скалистые образования в форме сопок, гряд, хребтов.
Район имеет статус территории Крайнего Севера. Климат резко континентальный: температура зимой (с ноября по апрель) до −60°С, летом (июнь, июль) до +40°С (среднегодовая амплитуда температурных колебаний составляет 80°С). Снег выпадает в сентябре, сходит в мае. Небольшое годовое количество осадков распределяется по временам года неравномерно. Это самый климатически холодный район Иркутской области, зимой среднемесячные температуры здесь периодически оказывались ниже -40°, на севере района летом долгота дня повышается до 23 часов, а зимой падает до полутора, годовая амплитуда температур по району может превышать 40°, летом даже на севере района температура может достигать +35°.
Почвы на территории района преобладают горно-подзолистые и суглинистые, так как вечная мерзлота мешает их промываемости.
Ресурсы
Катангский район имеет значительный ресурсный потенциал, однако степень его реализации минимальна.
Минерально-сырьевые ресурсы
На территории Катангского района имеются промышленные запасы нефти, разведаны газонефтяное и нефтегазоконденсатное месторождения, месторождения каменного угля, калийных солей, ювелирных и ювелирно-поделочных камней: аметиста (всего в Иркутской области 25 проявлений аметиста и 18 из них — на севере Катангского района), агата, цветного халцедона, яшмы, мраморного оникса, горного хрусталя.
Лесные ресурсы
На территории района находится пятая часть лесных ресурсов области (в основном эксплуатационной группы), однако отдалённость от магистральных железнодорожных путей ограничивает возможность их вывозки за пределы района.
Промысловые ресурсы
На территории района обитают практически все пушные звери: соболь, белка, ондатра, заяц-беляк, лисица, волк, норка. Из копытных распространены лось и северный олень. Кроме того, район богат промысловыми птицами и рыбой, а также дикорастущими ягодами, грибами и лекарственным сырьём.

## Население
| 1939  | 1959  | 1970  | 1979  | 1989  | 2002  | 2009  |
| ----- | ----- | ----- | ----- | ----- | ----- | ----- |
| 6453  | ↗6636 | ↘4844 | ↗6012 | ↗9330 | ↘4579 | ↘4230 |
| 2010  | 2011  | 2012  | 2013  | 2014  | 2015  | 2016  |
| ↘3779 | ↘3765 | ↘3695 | ↘3603 | ↘3528 | ↘3484 | ↘3459 |
| 2017  | 2021  |       |       |       |       |       |
| ↘3362 | ↘3089 |       |       |       |       |       |

Катангский район является самым малонаселённым районом области: плотность населения здесь составляет 0,03 чел./км². Демографическая ситуация характеризуется постоянной естественной убылью населения, а с 2007 года наблюдается резкое уменьшение численности.
По данным отдела сбора и обработки статистической информации в Катангском районе на 1 января 2009 года численность населения составляла 4 230 чел.: русские, в том числе потомки старожилов, эвенки, якуты. На 2000 г. в районе проживало 557 эвенков. Трудоспособное население составляет 67 % общей численности населения.

## Муниципально-территориальное устройство
В муниципальный район входят 4 муниципальных образования со статусом сельских поселений:
| № | Муниципальное образование                | Административный центр | Количество населённых пунктов | Население (чел.) | Площадь (км²) |
| - | ---------------------------------------- | ---------------------- | ----------------------------- | ---------------- | ------------- |
| 1 | Ербогачёнское муниципальное образование  | село Ербогачён         | 6                             | ↘2103            | 66764,73      |
| 2 | Непское муниципальное образование        | село Непа              | 4                             | ↘447             | 37393,48      |
| 3 | Подволошинское муниципальное образование | село Подволошино       | 1                             | ↘365             | 2808,41       |
| 4 | Преображенское муниципальное образование | село Преображенка      | 4                             | ↘447             | 32196,50      |

### Населённые пункты
В Катангском районе 15 населённых пунктов.
| №  | Населённый пункт | Тип     | Население | Муниципальное образование                |
| -- | ---------------- | ------- | --------- | ---------------------------------------- |
| 1  | Бур              | село    | ↘115      | Непское муниципальное образование        |
| 2  | Ербогачён        | село    | ↘1939     | Ербогачёнское муниципальное образование  |
| 3  | Ерема            | село    | ↘46       | Преображенское муниципальное образование |
| 4  | Ика              | село    | ↗53       | Непское муниципальное образование        |
| 5  | Инаригда         | участок | ↘11       | Ербогачёнское муниципальное образование  |
| 6  | Калинина         | деревня | ↘34       | Преображенское муниципальное образование |
| 7  | Мога             | деревня | ↘3        | Преображенское муниципальное образование |
| 8  | Наканно          | село    | ↘72       | Ербогачёнское муниципальное образование  |
| 9  | Непа             | село    | ↗300      | Непское муниципальное образование        |
| 10 | Оськино          | село    | ↘42       | Ербогачёнское муниципальное образование  |
| 11 | Подволошино      | село    | ↘365      | Подволошинское муниципальное образование |
| 12 | Преображенка     | село    | ↘430      | Преображенское муниципальное образование |
| 13 | Тетея            | деревня | →37       | Ербогачёнское муниципальное образование  |
| 14 | Токма            | село    | ↘66       | Непское муниципальное образование        |
| 15 | Хамакар          | село    | ↘96       | Ербогачёнское муниципальное образование  |

### Упразднённые населённые пункты
Аян, Гаженка, Мартынова, Надеждинск, Соснино, Юрьева.

## Экономика
Промышленность в районе развита слабо и представлена в основном нефтяными компаниями: «Верхнечонскнефтегаз» и «Иркутская нефтяная компания», а также предприятиями тепло-электроэнергетики, пушно-мехового промысла.
Сельскохозяйственные предприятия производят мясо-молочную продукцию.
Сфера малого бизнеса охватывает три основные отрасли: промышленность, торговлю и транспорт.
Транспортная инфраструктура не развита, связь с областным центром обеспечивается только авиацией, однако в двух населённых пунктах отсутствуют взлётно-посадочные полосы, в остальных регулярность рейсов крайне низка. Весной (20—25 дней) осуществляется судоходство по реке Нижняя Тунгуска. Сообщение между сёлами также налажено по реке: летом на моторных лодках, зимой по зимнику.

## Уровень жизни населения и социальная сфера
Низкое состояние материально-технической базы и жилищно-коммунальной инфраструктуры (удельный вес обеспеченности центральным отоплением и водоснабжением составляет меньше 20 %; канализации и горячего водоснабжения практически нет) не позволяет обеспечить достойных условий для проживания. Официальные доходы населения района в полтора раза ниже среднеобластного уровня.
Структуру учреждений образования составляют 6 школ и 6 детских дошкольных учреждений.
Здравоохранение представлено следующей структурой:
- МУЗ «Катангская ЦРБ»;
- участковые больницы — 2;
- врачебная амбулатория — 1;
- фельдшерско-акушерские пункты — 8.

Обеспеченность врачами составляет 62,46 % от нормативов.
Культурно-массовой деятельностью занимаются:
- 1 музей;
- 11 сельских клубов;
- 1 районный дом культуры;
- 1 детская школа искусств.